# Daniella Durán
Daniella Durán Díaz (Cartagena de Indias, 3 de abril de 1991) es una periodista y presentadora de televisión colombiana radicada en Estados Unidos, reconocida por su trabajo con las cadenas Telemundo y Canal Capital, y con la emisora W Radio. En 2023 obtuvo un Premio Suncoast Emmy en la categoría «Multimedia Journalist» por su trabajo en el programa Descubre Qatar.

## Biografía

### Inicios y formación académica
Nacida en Cartagena de Indias, Durán estudió la carrera de diseño de interiores en la Escuela de diseño LCI de Bogotá,y ejerció su profesión durante algún tiempo en la multinacional Quality Innova.
Tras convertirse en la primera ganadora latinoamericana del programa de telerrealidad Quiero mis quinces de la cadena MTV, Durán participó en el certamen de belleza Señorita Bolívar, alcanzado la posición de virreina. Este logro la llevó a participar en el Reinado Nacional del Turismo, celebrado en las ciudades de Bogotá y Girardot en octubre de 2013.

### Carrera
Con el objetivo de convertirse en periodista deportiva, cursó la carrera de periodismo en el Instituto Politécnico Grancolombiano.Durán decidió trasladarse a los Estados Unidos, en 2017 debutó en el rol de locutora para la emisora Super Q 1300 de WQBN Radio en Tampa, Florida.Allí tuvo la posibilidad de cubrir eventos deportivos como las 24 Horas de Daytona o la Florida Cup, entre otros. En 2018 regresó a su país a vincularse profesionalmente con el Canal Capital para presentar la sección deportiva en la edición nocturna del noticiero del canal y para formar parte del equipo del programa de deportes Contragolpe.
En 2020 retornó al país norteamericano para vincularse con Telemundo como reportera y entrevistadora en el espacio Titulares y más y en otros especiales deportivos de la cadena. El mismo año trabajó como corresponsal de deportes para la estación radial colombiana W Radio desde Miami,y en 2021 participó como concursante en el programa de telerrealidad chileno The Covers, en el que interpretó versiones de Gloria Trevi y Ana Gabriel.
En 2022 obtuvo un galardón en la categoría de mejor comunicador del año en los premios Latin Plug, celebrados en noviembre de ese año. En enero de 2023 fue anunciada como nueva conductora de deportes del noticiero de Telemundo 51, y el mismo año obtuvo un Premio Suncoast Emmy en la categoría de «Multimedia Journalist» por su trabajo en el espacio Descubre Qatar, en el que presentaba datos de interés sobre la sede del Mundial de Fútbol de Qatar 2022.
En junio de 2023 participó como jurado en la ceremonia de elección y coronación del certamen Señorita Cartagena 2023.

#### Actualidad
Actualmente maneja una agencia de publicidad enfocada en el ámbito deportivo llamada Didi-Sports, que ha trabajado con marcas como Warner Music, New Balance, Conmebol y Revolve. También presenta un pódcast titulado Did You Podcast en el que entrevista a diferentes personalidades del deporte.